# 広貫堂前停留場
広貫堂前停留場（こうかんどうまえていりゅうじょう）は、富山県富山市中野新町一丁目・二丁目にある、富山地方鉄道富山軌道線本線の停留場である。駅番号はC06。
富山県道43号富山上滝立山線上の併用軌道に設置されている。

## 歴史

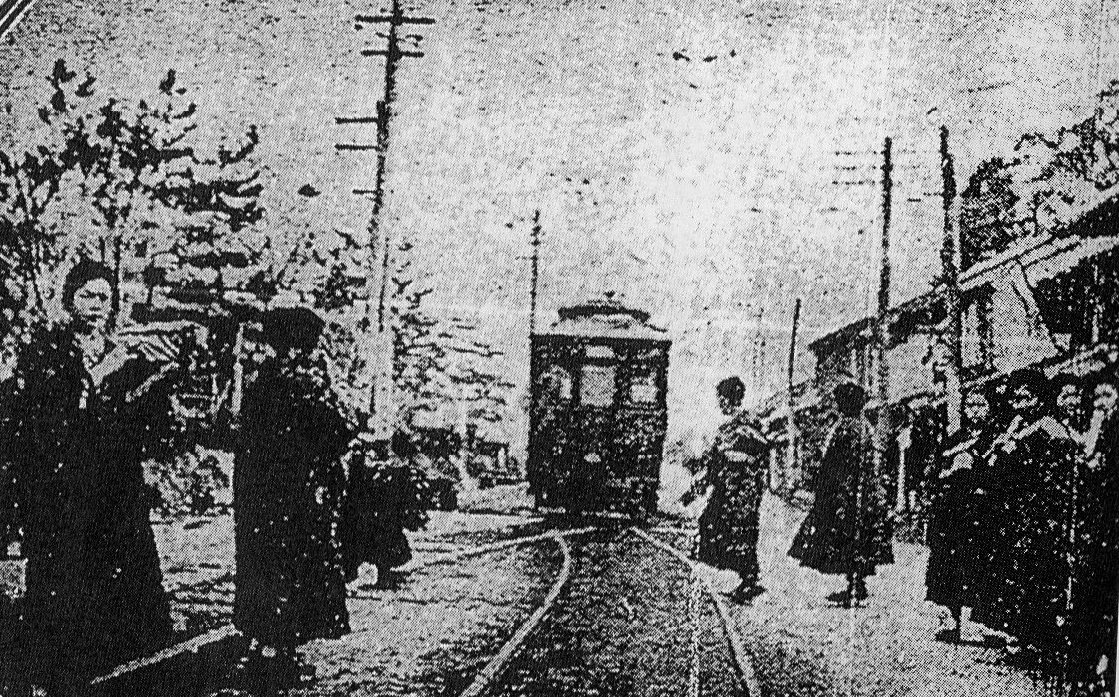
戦前の広貫堂前停留場

- 1913年（大正2年）9月1日：富山電気軌道の停留場として開業[2]。
- 1920年（大正9年）7月1日：富山市に譲渡され、富山市営軌道の停留場となる[3]。
- 1943年（昭和18年）1月1日：路線譲渡により富山地方鉄道の停留場となる[4]。
- 1945年（昭和20年）8月2日：富山大空襲の戦災より休止[5]。
- 1946年（昭和21年）1月14日：南富山駅前 - 富山駅前間復旧に伴い営業再開[6]。

## 停留場構造
相対式ホーム2面2線の地上駅。交差点を挟み南富山駅前寄りに大学前方面、大学前寄りに南富山駅前方面ののりばがある千鳥式配置。

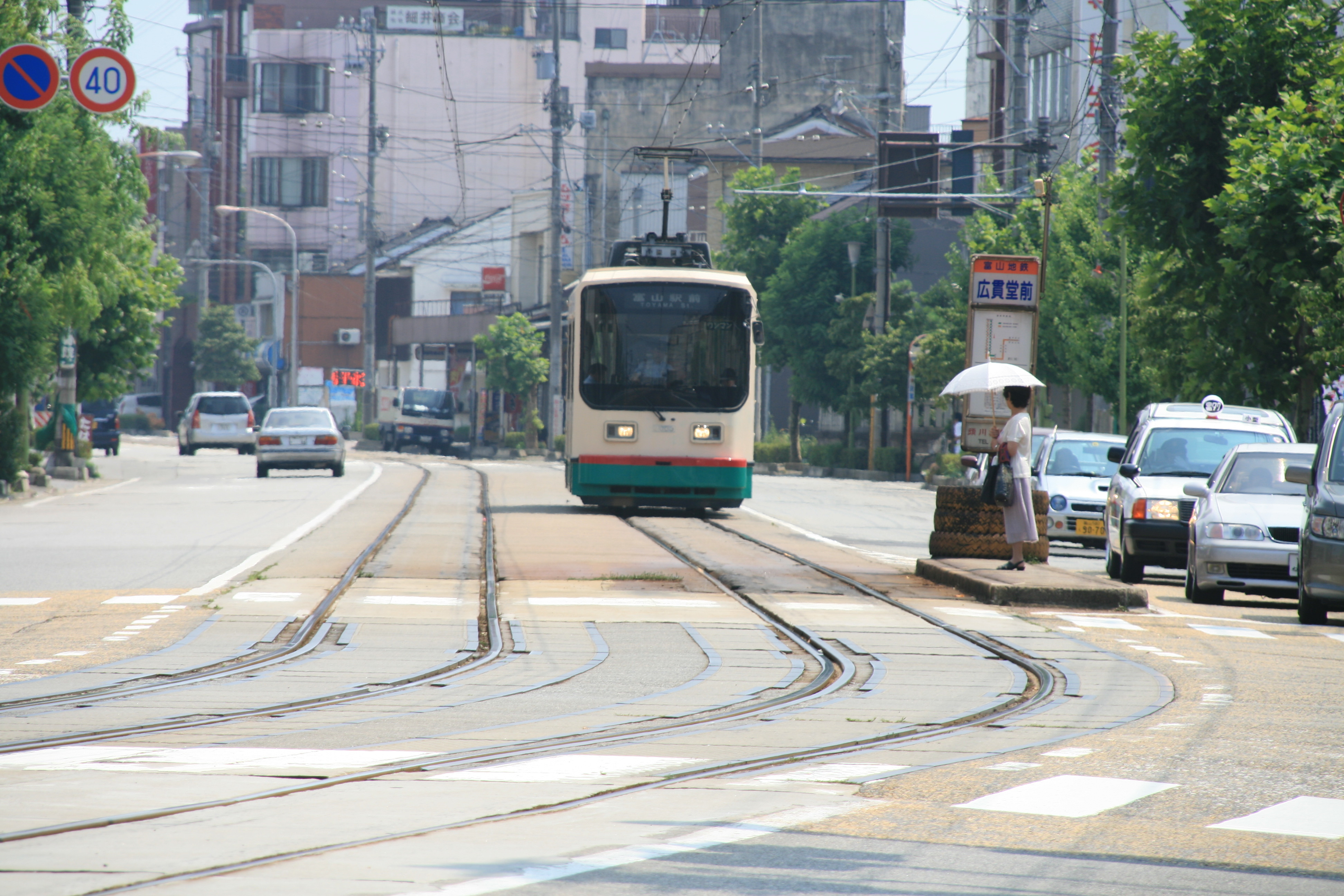
停留場遠景（2008年8月）

## 停留場周辺
- 広貫堂
- 北陸銀行中野出張所
- 富山大田口郵便局
- 富山市角川介護予防センター（中央保健福祉センター）

## 隣の停留場
富山地方鉄道
富山軌道線（本線）
西中野停留場 (C05) - 広貫堂前停留場 (C06) - 上本町停留場 (C07)